# Washington Crossing (Nueva Jersey)
Washington Crossing es un lugar designado por el censo ubicado en el condado de Mercer en el estado estadounidense de Nueva Jersey. En el Censo de 2020 tenía una población de 371 habitantes y una densidad poblacional de 488,16 habitantes por km². Fue incluido como CDP en el censo de 2020.

## Geografía
Washington Crossing se encuentra ubicado en las coordenadas 40°17′48″N 75°52′01″O / 40.29667, -75.86694. Según la Oficina del Censo de los Estados Unidos,  tiene una superficie total de 0,76 km², de la cual 0,65 km² corresponden a tierra firme y 0,11 km² a agua.